# 綾真澄
綾 真澄（あや ますみ、1980年1月1日 - ）は、日本の陸上競技選手。元ハンマー投日本記録保持者。2001年世界陸上選手権エドモントン大会、世界陸上競技選手権大会パリ大会および世界陸上競技選手権大会大阪大会女子ハンマー投日本代表。アジア陸上競技選手権大会神戸大会女子ハンマー投金メダリスト。香川県出身。

## 経歴
坂出市立白峰中学時代はソフトボール部で、香川県立飯山高等学校入学後、陸上競技を始める。当時の専門はやり投で、3年時には国民体育大会に出場している。
中京大学体育学部進学後にハンマー投に転向した。中京大学では室伏重信の指導を受け、急成長をする。大学2年時に54m59のジュニア日本記録・学生記録。大学2～3年時に3回転から4回転に移行し、3年時には58m87まで記録を伸ばす。2000年のアジア陸上競技選手権大会で初めて銅メダルを獲得。大学4年時の2001年、第85回日本陸上競技選手権大会では62m13の日本新記録で初優勝。世界陸上B標準をクリアして、世界陸上選手権エドモントン大会代表に選出された。決勝進出が期待されたが、惜しくも予選で敗退した。
中京大卒業後の2002年、先物取引のグローバリーに入社し、同年の釜山アジア大会で銅メダルを獲得。この頃に大学の先輩でもある室伏由佳（ミズノ）がハンマー投に本格参戦した。同時期に深刻な腰痛にも悩まされた。2004年のアテネオリンピック出場を目指したが、室伏に敗れた。
所属していたグローバリー陸上部が廃部になったため、坂出に帰郷。2006年4月より、地元香川県の丸善工業の所属となっている。同年のドーハアジア大会で2大会連続の銅メダルを獲得。
2011年6月、日本選手権で4年ぶり6度目の優勝を達成し、この種目の優勝回数で鈴木文と並んで歴代最多タイとなる。7月のアジア陸上競技選手権大会神戸大会は雨が降りしきるコンディションの中、5投目に67m19を投げて勝負を決め、アジア選手権の女子ハンマー投として日本人初となる優勝を飾った。
2012年6月10日、第96回日本選手権女子ハンマー投で2年連続7度目の優勝を達成し、優勝回数歴代単独1位となる。
2013年6月9日、第97回日本選手権女子ハンマー投で3年連続8度目の優勝を飾る。7月、インド･プネーで行われた第20回アジア陸上選手権で3位入賞の成績を残した。
2014年、仁川アジア大会では当初4位だったが、1位の張文秀がドーピングで失格となったため、繰り上がりで銅メダルを獲得した。
やり投の日本記録保持者溝口和洋に指導を受けて高い技術を会得している。ハンマー投アテネオリンピック金メダリストの室伏広治、やり投元日本記録保持者の三宅貴子、アテネオリンピック七種競技代表の中田有紀らは大学の先輩。長野オリンピックボブスレー代表の中村康夫と鈴木寛は職場の元同僚。
現在は、香川県の四国学院大学香川西高校で教鞭をとり、陸上部投擲コーチをつとてめいる。

## 主な成績
| 年   | 大会                 | 開催地                  | 結果     | 記録    |
| ---- | -------------------- | ----------------------- | -------- | ------- |
| 1999 | アジアジュニア選手権 | シンガポール            | 2位      | 52.22 m |
| 2000 | アジア選手権         | インドネシア ジャカルタ | 3位      | 55.97 m |
| 2001 | 東アジア競技大会     | 日本 大阪               | 3位      | 60.27 m |
| 2001 | 世界選手権           | カナダ エドモントン     | 29位 (q) | 58.84 m |
| 2002 | アジア競技大会       | 韓国 釜山               | 3位      | 62.18 m |
| 2003 | 世界選手権           | フランス パリ           | 34位 (q) | 60.78 m |
| 2003 | アジア選手権         | フィリピン マニラ       | 3rd      | 64.04 m |
| 2006 | アジア競技大会       | カタール ドーハ         | 3位      | 62.67 m |
| 2007 | 世界選手権           | 日本 大阪               | 32位 (q) | 62.68 m |
| 2009 | 東アジア競技大会     | 香港                    | 2位      | 59.56 m |
| 2011 | アジア選手権         | 日本 神戸               | 1位      | 67.19 m |
| 2011 | 世界選手権           | 韓国 大邱               | 27位 (q) | 64.09 m |
| 2013 | アジア選手権         | インド プネー           | 3位      | 63.41 m |
| 2014 | アジア競技大会       | 韓国 仁川               | 3位      | 59.84 m |

## 自己記録
- ハンマー投 - 67m26（2006年）※日本歴代2位